# Desarrollo de equilibrio
En bioquímica, el desarrollo de equilibrio es el proceso de desplegar una molécula de proteína o ARN al cambiar gradualmente su entorno, como al cambiar la temperatura o la presión, agregar desnaturalizantes químicos o aplicar fuerza como con una punta de microscopio de fuerza atómica. Dado que el equilibrio se mantiene en todos los pasos, el proceso es reversible (plegamiento de equilibrio). El despliegue de equilibrio se utiliza para determinar la estabilidad conformacional de la molécula. 

## Antecedentes teóricos
En su forma más simple, el despliegue de equilibrio asume que la molécula puede pertenecer a solo dos estados termodinámicos, el estado plegado (típicamente denotado por N para el estado "nativo") y el estado desplegado (típicamente denotado por U ). Este modelo "todo o nada" de plegamiento de proteínas fue propuesto por primera vez por Tim Anson en 1945, pero se cree que es válido solo para pequeños dominios estructurales únicos de proteínas (Jackson, 1998); los dominios más grandes y las proteínas de múltiples dominios a menudo exhiben estados intermedios. Como es habitual en la mecánica estadística, estos estados corresponden a conjuntos de conformaciones moleculares, no solo a una conformación. 
La molécula puede hacer la transición entre el estado nativo y el estado desplegado de acuerdo con un modelo cinético simple 
N  U
con constantes de velocidad {\displaystyle k_{f}}y  {\displaystyle k_{u}}para el plegado ( {\displaystyle {\ce {U -> N}}}) y despliegue (  {\displaystyle {\ce {N -> U}}}) reacciones, respectivamente. La constante de equilibrio adimensional.  {\displaystyle K_{eq}\ {\stackrel {\mathrm {def} }{=}}\ {\frac {k_{u}}{k_{f}}}={\frac {\left[{\ce {U}}\right]_{eq}}{\left[{\ce {N}}\right]_{eq}}}}se puede utilizar para determinar la estabilidad conformacional. {\displaystyle \Delta G^{o}}por la ecuación 
{\displaystyle \Delta G^{o}=-RT\ln K_{eq}}
donde {\displaystyle R} es el gas constante y   {\displaystyle T}es la temperatura absoluta en kelvin. Así, {\displaystyle \Delta G^{o}}es positivo si el estado desplegado es menos estable (es decir, desfavorecido) en relación con el estado nativo. La forma más directa de medir la estabilidad conformacional  {\displaystyle \Delta G^{o}}de una molécula con plegamiento en dos estados es medir sus constantes de velocidad cinética  {\displaystyle k_{f}}y  {\displaystyle k_{u}}bajo las condiciones de solución de interés. Sin embargo, dado que el plegamiento de proteínas se completa típicamente en milisegundos, tales mediciones pueden ser difíciles de realizar, por lo general, requieren una alta retención de flujo o (más recientemente) mezcladores de flujo continuo para provocar el plegado con una resolución de tiempo alta. La interferometría de polarización dual es una técnica emergente para medir directamente el cambio conformacional y  {\displaystyle \Delta G^{o}}. 

## Desnaturalización química
En la técnica menos extensa de despliegue de equilibrio , las fracciones de moléculas plegadas y desplegadas (denotadas como  {\displaystyle p_{N}}y  {\displaystyle p_{U}}, respectivamente) se miden a medida que las condiciones de la solución cambian gradualmente de las que favorecen el estado nativo a las que favorecen el estado desplegado, por ejemplo, agregando un desnaturalizante como el clorhidrato de guanidinio o la urea. (En el plegamiento en equilibrio, se realiza el proceso inverso.) Dado que las fracciones deben sumar a uno y su relación debe estar dada por el factor de Boltzmann, tenemos 
{\displaystyle p_{N}={\frac {1}{1+e^{-\Delta G/RT}}}}
{\displaystyle p_{U}=1-p_{N}={\frac {e^{-\Delta G/RT}}{1+e^{-\Delta G/RT}}}={\frac {1}{1+e^{\Delta G/RT}}}}
En general, se encuentra que las estabilidades de las proteínas varían linealmente con la concentración de desnaturalizante. Se han propuesto varios modelos para explicar esta observación destacada entre ellos el modelo de unión desnaturalizante, el modelo de intercambio de solventes (ambos por John Schellman) y el Modelo de extrapolación lineal (LEM; por Nick Pace). Todos los modelos suponen que solo dos estados termodinámicos se rellenan o se eliminan con la desnaturalización. Podrían extenderse para interpretar esquemas de reacción más complicados. 
El modelo de unión al desnaturalizante asume que existen sitios específicos pero independientes en la molécula de proteína (plegada o desplegada) a los que el desnaturalizante se une con una constante de unión efectiva (promedio) k. El equilibrio se desplaza hacia el estado desplegado a altas concentraciones de desnaturalizante, ya que tiene más sitios de unión para el desnaturalizante en relación con el estado plegado ({\displaystyle \Delta n}). En otras palabras, el mayor número de sitios potenciales expuestos en el estado desplegado se ve como el motivo de las transiciones de desnaturalización. Un tratamiento elemental da como resultado la siguiente forma funcional: 
{\displaystyle \Delta G=\Delta G_{w}-RT\Delta n\ln \left(1+k[D]\right)}
donde  {\displaystyle \Delta G_{w}} es la estabilidad de la proteína en el agua y [D] es la concentración desnaturalizante. Por lo tanto, el análisis de los datos de desnaturalización con este modelo requiere 7 parámetros: {\displaystyle \Delta G_{w}}, {\displaystyle \Delta n}, k , y las pendientes e intercepciones de las líneas de base de estado plegadas y desplegadas. El modelo de intercambio de solvente (también llamado "modelo de unión débil" o "solvatación selectiva") de Schellman invoca la idea de un equilibrio entre las moléculas de agua unidas a sitios independientes en la proteína y las moléculas desnaturalizantes en solución. Tiene la forma:
{\displaystyle \Delta G=\Delta G_{w}-RT\Delta n\ln \left(1+(K-1)X_{D}\right)}
donde  {\displaystyle K}es la constante de equilibrio para la reacción de intercambio y {\displaystyle X_{d}}es la fracción molar del desnaturalizante en solución.  Este modelo intenta responder a la pregunta de si las moléculas desnaturalizantes se unen realmente a la proteína o si parecen estar ligadas simplemente porque los desnaturalizantes ocupan aproximadamente el 20-30% del volumen total de la solución a altas concentraciones utilizadas en experimentos, es decir, efectos no específicos. y de ahí el término 'unión débil'. Al igual que en el modelo de unión al desnaturalizante, el ajuste a este modelo también requiere 7 parámetros. Un tema común obtenido de estos dos modelos es que las constantes de unión (en la escala molar) para la urea y el clorhidrato de guanidinio son pequeñas: ~ 0.2  {\displaystyle M^{-1}}para la urea y 0.6 {\displaystyle M^{-1}}para GuHCl. Intuitivamente, la diferencia en el número de sitios de unión entre los estados plegados y desplegados es directamente proporcional a las diferencias en el área de superficie accesible. Esto forma la base para el LEM que asume una dependencia lineal simple de la estabilidad en la concentración de desnaturalizante. La pendiente resultante de la gráfica de estabilidad frente a la concentración de desnaturalizante se denomina valor m. En términos matemáticos puros, el valor m es la derivada del cambio en la energía libre de estabilización al agregar el desnaturalizante. Sin embargo, una fuerte correlación entre el área de superficie accesible (ASA) expuesta en el despliegue, es decir, la diferencia en el ASA entre el estado desplegado y plegado de la proteína estudiada (dASA), y el valor de m ha sido documentado por Pace y colaboradores. En vista de esta observación, los valores de m se interpretan típicamente como proporcionales a la dASA.  No hay una base física para el LEM y es puramente empírico, aunque se usa ampliamente para interpretar datos de desnaturalización de solventes. Tiene la forma general:
{\displaystyle \Delta G=m\left([D]_{1/2}-[D]\right)}
donde la pendiente  {\displaystyle m} se llama el "valor m " (> 0 para la definición anterior) y {\displaystyle \left[D\right]_{1/2}} (también llamado Cm) representa la concentración desnaturalizante en la que se pliegan 50% de las moléculas (el punto medio de desnaturalización de la transición, donde  {\displaystyle p_{N}=p_{U}=1/2}). En la práctica, los datos experimentales observados a diferentes concentraciones de desnaturalizantes se ajustan a un modelo de dos estados con esta forma funcional para  {\displaystyle \Delta G}, junto con líneas de base lineales para los estados plegados y desplegados. Los {\displaystyle \left[D\right]_{1/2}}son dos parámetros de ajuste, junto con otros cuatro para las líneas de base lineales (pendiente e intersección para cada línea); en algunos casos, se supone que las pendientes son cero, lo que da cuatro parámetros de ajuste en total. La estabilidad conformacional {\displaystyle \Delta G} se puede calcular para cualquier concentración de desnaturalizante (incluida la estabilidad a cero desnaturalizante) a partir de los parámetros ajustados  {\displaystyle \left[D\right]_{1/2}}. Cuando se combina con datos cinéticos en el plegado, el valor m puede usarse para estimar aproximadamente la cantidad de superficie hidrófoba enterrada en el estado de transición de plegado. 

### Sondas estructurales
Desafortunadamente, las probabilidades  {\displaystyle p_{N}}y  {\displaystyle p_{U}}no se puede medir directamente. En su lugar, analizamos la población relativa de moléculas plegadas utilizando varias sondas estructurales, por ejemplo, la absorbancia a 287 nm (que informa sobre la exposición a disolventes de triptófano y tirosina), dicroismo circular ultravioleta lejano (180-250   nm, que informa sobre la estructura secundaria del esqueleto de la proteína), la interferometría de polarización dual (que informa el tamaño molecular y la densidad de plegamiento) y la fluorescencia casi ultravioleta (que informa sobre los cambios en el entorno del triptófano y la tirosina). Sin embargo, casi cualquier sonda de estructura plegada funcionará; Ya que la medición se toma en equilibrio, no hay necesidad de una resolución de tiempo alta. Por lo tanto, se pueden realizar mediciones de los cambios químicos de RMN, la viscosidad intrínseca, la exposición al solvente (reactividad química) de las cadenas laterales como la cisteína, la exposición de la columna vertebral a las proteasas y varias mediciones hidrodinámicas. Para convertir estas observaciones en las probabilidades  {\displaystyle p_{N}} y  {\displaystyle p_{U}}, uno generalmente asume que lo observable {\displaystyle A} adopta uno de los dos valores, {\displaystyle A_{N}}o  {\displaystyle A_{U}}, correspondiente al estado nativo o desplegado, respectivamente. Por lo tanto, el valor observado es igual a la suma lineal 
{\displaystyle A=A_{N}p_{N}+A_{U}p_{U}}
Ajustando las observaciones de {\displaystyle A} bajo diversas condiciones de solución a esta forma funcional, se puede estimar {\displaystyle A_{N}}y {\displaystyle A_{U}}, así como los parámetros de  {\displaystyle \Delta G}. Las variables de ajuste {\displaystyle A_{N}} y  {\displaystyle A_{U}} a veces se les permite variar linealmente con las condiciones de la solución, por ejemplo, temperatura o concentración de desnaturalizante, cuando las asíntotas de {\displaystyle A} se observa que varían linealmente en condiciones de fuerte plegamiento o despliegue fuerte. 

## Desnaturalización térmica
Suponiendo una desnaturalización de dos estados como se indicó anteriormente, uno puede derivar los parámetros termodinámicos fundamentales a saber, {\displaystyle \Delta H}, {\displaystyle \Delta S} y {\displaystyle \Delta G}    siempre que uno tenga conocimiento sobre la {\displaystyle \Delta C_{p}} del sistema investigado. Los observables termodinámicos de la desnaturalización se pueden describir mediante las siguientes ecuaciones:
{\displaystyle {\begin{aligned}\Delta H(T)&=\Delta H(T_{d})+\int _{T_{d}}^{T}\Delta C_{p}dT\\&=\Delta H(T_{d})+\Delta C_{p}[T-T_{d}]\\\Delta S(T)&={\frac {\Delta H(T_{d})}{T_{d}}}+\int _{T_{d}}^{T}\Delta C_{p}d\ln T\\&={\frac {\Delta H(T_{d})}{T_{d}}}+\Delta C_{p}\ln {\frac {T}{T_{d}}}\\\Delta G(T)&=\Delta H-T\Delta S\\&=\Delta H(T_{d}){\frac {T_{d}-T}{T_{d}}}+\int _{T_{d}}^{T}\Delta C_{p}dT-T\int _{T_{d}}^{T}\Delta C_{p}d\ln T\\&=\Delta H(T_{d})\left(1-{\frac {T}{T_{d}}}\right)-\Delta C_{p}\left[T_{d}-T+T\ln({\frac {T}{T_{d}}})\right]\end{aligned}}}
donde  {\displaystyle \ \Delta H},{\displaystyle \ \Delta S} y{\displaystyle \ \Delta G} indica la entalpía, la entropía y la energía libre de Gibbs de desplegarse bajo un pH y una presión constantes. La temperatura, {\displaystyle \ T} se varía para probar la estabilidad térmica del sistema y {\displaystyle \ T_{d}} es la temperatura a la cual se despliega la mitad de las moléculas en el sistema. La última ecuación se conoce como la ecuación de Gibbs-Helmholtz . 

### Determinación de la capacidad calorífica de las proteínas.
En principio, se pueden calcular todos los observables termodinámicos anteriores a partir de un termograma de calorimetría diferencial de barrido único del sistema, suponiendo que       {\displaystyle \ \Delta C_{p}}es independiente de la temperatura. Sin embargo, es difícil obtener valores precisos para {\displaystyle \ \Delta C_{p}} de esta manera.  Más exactamente, el {\displaystyle \ \Delta C_{p}} se puede derivar de las variaciones en {\displaystyle \ \Delta H(T_{d})} contra {\displaystyle \ T_{d}} que se puede lograr a partir de mediciones con ligeras variaciones en el pH o la concentración de proteínas. La pendiente del ajuste lineal es igual a la {\displaystyle \ \Delta C_{p}}. Tenga en cuenta que cualquier no linealidad de los puntos de datos indica que {\displaystyle \ \Delta C_{p}} probablemente no sea independiente de la temperatura. Alternativamente, el {\displaystyle \ \Delta C_{p}} también se puede estimar a partir del cálculo del área de superficie accesible (ASA) de una proteína antes y después de la desnaturalización térmica de la siguiente manera: 
{\displaystyle {\ce {\ \Delta ASA=ASA_{desarrollado}-ASA_{nativo}}}}
Para proteínas que tienen una estructura 3d conocida, la {\displaystyle \ ASA_{nativa}}se puede calcular a través de programas informáticos como Deepview (también conocido como swiss PDB viewer). El {\displaystyle ASA_{desarrollado}}se puede calcular a partir de los valores tabulados de cada aminoácido a través de la ecuación semi-empírica: 
{\displaystyle {\ce {ASA_{desarrollado}}}=a_{{\ce {polar}}}\times {\ce {ASA_{polar}}}+a_{{\ce {aromatico}}}\times {\ce {ASA_{aromatico}}}+a_{{\ce {no-polar}}}\times {\ce {ASA_{no-polar}}}}
donde los subíndices polares, no polares y aromáticos indican las partes de los 20 aminoácidos naturales. 
Finalmente para las proteínas existe una correlación lineal entre{\displaystyle \ \Delta ASA}y {\displaystyle \ \Delta C_{p}}a través de la siguiente ecuación:
{\displaystyle \ \Delta C_{p}=0.61*\Delta {\ce {ASA}}}

### Evaluando el despliegue de dos estados
Además, se puede evaluar si el plegado se realiza de acuerdo con un despliegue de dos estados como se describe anteriormente. Esto se puede hacer con calorimetría diferencial de barrido comparando la entalpía calorimétrica de la desnaturalización, es decir, el área debajo del pico, {\displaystyle A_{\text{pico}}} a la entalpía de van't Hoff se describe a continuación: 
{\displaystyle \Delta H_{vH}(T)=-R{\frac {d\ln K}{dT^{-1}}}}
a   {\displaystyle T=T_{d}} la  {\displaystyle \Delta H_{vH}(T_{d})} puede ser descrito como: 
{\displaystyle \Delta H_{vH}(T_{d})={\frac {RT_{d}^{2}\Delta C_{p}^{\max }}{A_{\text{pico}}}}}
Cuando se observa un despliegue de dos estados, el {\displaystyle A_{\text{pico}}=\Delta H_{vH}(T_{d})}. La {\displaystyle \Delta C_{p}^{\max }} es la altura del pico de capacidad calorífica. 

## Generalización a proteínas complejas
Usando los principios anteriores, se han derivado ecuaciones que relacionan una señal de proteína global, correspondiente a los estados de plegamiento en equilibrio, y el valor variable de un agente desnaturalizante, ya sea temperatura o una molécula química, para proteínas homoméricas y heteroméricas, desde monómeros hasta trímeros. y potencialmente tetrameros. Estas ecuaciones proporcionan una base teórica sólida para medir la estabilidad de proteínas complejas y para comparar las estabilidades de las proteínas de tipo salvaje y mutantes. Estas ecuaciones no pueden derivarse para pentámeros de oligómeros superiores debido a limitaciones matemáticas (teorema de Abel-Ruffini). 

## Otras formas de desnaturalización
Formas análogas funcionales son posibles para la desnaturalización por presión, pH, o aplicando fuerza con una punta de microscopio de fuerza atómica.

## Otras lecturas
- Pace CN. (1975) "The Stability of Globular Proteins", CRC Critical Reviews in Biochemistry, 1-43.
- Santoro MM and Bolen DW. (1988) "Unfolding Free Energy Changes Determined by the Linear Extrapolation Method. 1. Unfolding of Phenylmethanesulfonyl α-Chymotrypsin Using Different Denaturants", Biochemistry, 27, 8063-8068.
- Privalov PL. (1992) "Physical Basis for the Stability of the Folded Conformations of Proteins", in Protein Folding, TE Creighton, ed., W. H. Freeman, pp. 83–126.
- Yao M and Bolen DW. (1995) "How Valid Are Denaturant-Induced Unfolding Free Energy Measurements?  Level of Conformance to Common Assumptions over an Extended Range of Ribonuclease A Stability", Biochemistry, 34, 3771-3781.
- Jackson SE. (1998) "How do small single-domain proteins fold?", Folding & Design, 3, R81-R91.
- Schwehm JM and Stites WE. (1998) "Application of Automated Methods for Determination of Protein Conformational Stability", Methods in Enzymology, 295, 150-170.

- Datos: Q5384491